# Rick Famuyiwa
Rick Famuyiwa (nascido em 18 de junho de 1973) é um cineasta estadunidense de produções como The Wood (1999), Brown Sugar (2002), Talk to Me (2007), Dope (2015) e Confirmation (2016). Ele também dirigiu dois episódios da série The Mandalorian (2019), ambientado no universo da Guerra nas Estrelas. Seus filmes foram indicados ou ganharam vários prêmios, inclusive em 2008, quando ele recebeu um prêmio por Escrita Excepcional em um Filme pelo Talk To Me (2008). Casado com Glenita Mosley desde 1999, Famuyiwa tornou-se conhecido por seus filmes que exploram temas como cultura, amizade e identidade entre pessoas negras nos Estados Unidos.